# Lucio Malan
Lucio Malan (Luserna San Giovanni, 30 luglio 1960) è un politico italiano, dal 30 maggio 2001 senatore della Repubblica, dopo essere stato deputato alla Camera durante la XII legislatura della Repubblica Italiana.

## Biografia
Nato a Luserna San Giovanni (Torino), figlio di Aldo ed Enrica Benech Malan, ha militato nel movimento Testimonianza Evangelica Valdese (un gruppo minoritario della Chiesa valdese negli anni '70, formatosi in polemica con la militanza a sinistra di molti valdesi in quel periodo). Dopo la maturità classica nel 1979, si è laureato in lettere con indirizzo filologico classico all'Università di Torino nel 1983 e ha svolto il servizio militare tra il 1983 e il 1984 come carabiniere ausiliario presso la stazione di Moncalieri.
Sempre nel 1983 fu eletto deputato al sinodo valdese di quell'anno e in esso propose, insieme allo storico Giorgio Spini, un ordine del giorno favorevole all'installazione degli euromissili in Sicilia, in contrapposizione a un altro ordine del giorno che era stato presentato, radicalmente contrario ai missili stessi (alla fine entrambi gli ordini del giorno furono bocciati).
Negli anni '80 ha lavorato come istruttore, allenatore di nuoto e dirigente sportivo, insegnante e vicepreside presso il liceo classico e linguistico valdese di Torre Pellice. Negli anni '90 è cambista valutario nella dealing room dell'Istituto Bancario Sanpaolo. Nel 1985 partecipa come concorrente al quiz di Mike Bongiorno Pentatlon, diventandone il campione.
Nel 2010 ha esordito come cantante solista in un gruppo di musica celtica. Da allora ha cantato in oltre cento concerti in inglese, gaelico, “scozzese”, ebraico, italiano, napoletano e tedesco.

## Attività politica

### Elezione a deputato
Nel 1990 Malan diventa un attivista della Lega Nord Piemont, con cui alle elezioni politiche del 1994 viene candidato alla Camera dei deputati nel collegio elettorale di Pinerolo, sostenuto dalla coalizione di centro-destra Polo delle Libertà in quota leghista, risultando eletto deputato con il 44,73% dei voti e superando il candidato dei Progressisti Giorgio Bouchard (31,83%). Nella XII legislatura della Repubblica è stato segretario dell'ufficio di presidenza della Camera e membro della 3ª Commissione Affari esteri e comunitari (1994-1995), in sostituzione del sottosegretario agli affari esteri Franco Rocchetta, della 11ª Commissione Lavoro pubblico e privato (1994-1995), della 1ª Commissione Affari Costituzionali, della Presidenza del Consiglio e interni (1995-1996) e della Giunta per il regolamento (1995-1996).
Il 21 ottobre 1994 fuoriesce dalla Lega Nord, insieme ad altri cinque parlamentari, denunciando il pericolo della rottura dell'alleanza con Forza Italia (e conseguente caduta del primo Governo Berlusconi), e il successivo 16 dicembre fonda il gruppo parlamentare Federalisti e Liberaldemocratici, aderendo successivamente alla Lega Italiana Federalista.

### Adesione a Forza Italia
Nel 1996 aderisce a Forza Italia di Silvio Berlusconi, con cui alle elezioni politiche di quell'anno viene ricandidato alla Camera nel medesimo collegio elettorale, sostenuto dalla coalizione di centro-destra Polo per le Libertà in quota forzista, raccogliendo il 32,64% e venendo sconfitto dal candidato de L'Ulivo Giorgio Merlo (44,97%) ma superando la candidata della Lega Daria Silvana Pugliese (22,39%).
Dal 1997 al 2008 organizza e dirige l'ufficio propaganda di Forza Italia. In tale veste partecipa all'organizzazione delle principali iniziative del partito, in particolare la Nave Azzurra e le oltre cinquemila presentazioni del libro L'Italia che ho in mente di Silvio Berlusconi. Scrive inoltre la lettura teatrale Testimonianza - Storie Parallele del comunismo internazionale e italiano, di cui vengono realizzate diverse rappresentazioni, anche con attori di fama, quali Lia Tanzi, Giuseppe Pambieri, Gabriella Carlucci, Enrico Beruschi e, nel 2006, Fiorella Ceccacci Rubino.

### Elezione a senatore

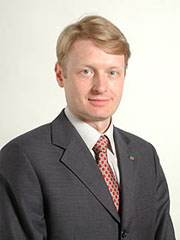
Lucio Malan eletto al Senato nel 2001

È stato quindi eletto senatore nel 2001 per la Casa delle Libertà nel collegio uninominale di Pinerolo, poi nel 2006 e nel 2008 nella circoscrizione Piemonte. Dal 2001 al 2006 è stato vice-capogruppo del gruppo parlamentare di Forza Italia al Senato e nel 2006 è eletto segretario del Senato della Repubblica per Forza Italia.
In seguito alle nuove elezioni, dal 6 maggio 2008 è rieletto Segretario del Senato della Repubblica per il PdL nella XVI legislatura, venendo confermato segretario del Senato della Repubblica per il PdL, durante la quale è il secondo senatore più produttivo su 322 nella classifica degli indici di produttività parlamentare di Openpolis
Ha fatto parte di gruppi e associazioni di amicizia e sostegno al Tibet, agli Stati Uniti d'America, Taiwan, Israele e all'Africa orientale. Nel 2009 si è dichiarato in favore delle manifestazioni di piazza a Teheran.
È stato deputato all'assemblea parlamentare Nato, deputato all'assemblea parlamentare del Consiglio d’Europa e dell'Unione Europea occidentale.
Dal 2020 Co-Chair dell'alleanza interparlamentare sulla Cina 
(IPAC).
È stato relatore insieme a Gilberto Pichetto Fratin (PdL) del decreto legge "Milleproroghe" approvato definitivamente al Senato il 27/02/11 con 159 si, 126 contrari e 2 astenuti dopo la conversione in decreto avvenuta il 16/02/11 con 158 si, 136 no e 4 astenuti attraverso il voto di fiducia.

È stato relatore di un disegno di legge anticorruzione. L'8 giugno 2011 al Senato l'articolo 1 del provvedimento viene bocciato con 133 no, 129 sì e 5 astenuti, contro il parere favorevole della maggioranza del governo. Successivamente l'articolo è stato riscritto dopo una mediazione con l'opposizione.

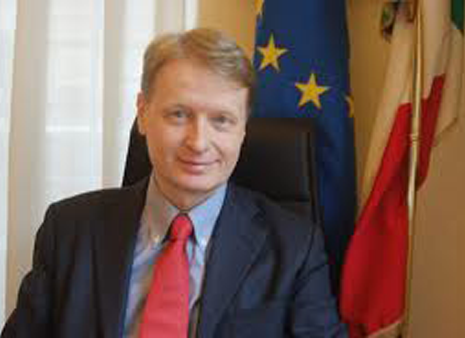
Lucio Malan nel 2015

Alle elezioni politiche del 2013 si ricandida al Senato, tra le liste del PdL nella circoscrizione Piemonte in seconda posizione dietro Berlusconi, venendo rieletto senatore. Nella XVII legislatura della Repubblica è stato questore del Senato, eletto il 21 marzo 2013 con 113 voti.
Il 16 novembre 2013, con la sospensione delle attività del Popolo della Libertà, aderisce a Forza Italia. Viene rieletto al Senato alle elezioni politiche del 2018 nel Collegio plurinominale Piemonte - 01 ed è il vicepresidente vicario del gruppo di Forza Italia.
Nel dicembre 2019 è tra i 64 firmatari (di cui 41 di Forza Italia) per il referendum confermativo sul taglio dei parlamentari: pochi mesi prima i senatori berlusconiani avevano disertato l'aula in occasione della votazione sulla riforma costituzionale.

### Adesione a Fratelli d'Italia
Il 19 luglio 2021 lascia Forza Italia per passare a Fratelli d'Italia (FdI), affermando che con il governo Draghi non c'é abbastanza discontinuità rispetto al governo Conte II e collocandosi alla sua opposizione.
Alle elezioni politiche anticipate del 2022 viene candidato al Senato, tra le liste di FdI nei collegi plurinominali Piemonte - 02 come capolista e Piemonte - 01 in seconda posizione, risultando eletto nel primo. Nella XIX legislatura, dopo aver ricoperto brevemente l'incarico di vice-capogruppo di FdI al Senato, ricopre il ruolo di capogruppo del gruppo parlamentare di Fratelli d'Italia al Senato, in sostituzione di Luca Ciriani nominato ministro per i rapporti con il parlamento nel governo Meloni..

### Attività legislativa
Dal 1994 all'estate 2021, le proposte legislative presentate sono state 90.
Il 29 ottobre 2009, Malan ha depositato un emendamento al decreto legge 135/2009 (convertito in legge comunitaria 2009), di cui è relatore, che modifica radicalmente il sistema di autorizzazione all'uso dei dati telefonici per telemarketing (telefonate pubblicitarie). Con l'emendamento Malan si passa da un regime di chiamate autorizzate solo a chi ha dato espresso consenso, a un regime di "silenzio-assenso" a partire da maggio 2010, quando chi non volesse riceverne dovrà registrarsi, tramite telefonata o mail, in un apposito registro. Nel frattempo, si proroga di ulteriori 6 mesi la liberalizzazione del telemarketing (autorizzazione alle chiamate pubblicitarie anche senza il consenso dell'utente, in deroga alle norme sulla privacy, fino al 31 dicembre 2009) introdotta dal decreto milleproroghe votato dal governo Berlusconi IV nel 2008. L'emendamento è in seguito stato approvato dall'Aula del Senato.
Nel 2009 ha presentato un disegno di legge sull'immigrazione e la cittadinanza (non discussa) che proponeva la revisione delle tempistiche della procedura - considerate eccessive - e l'accertamento di quattro criteri: la conoscenza, da parte del richiedente, dei princìpi e degli elementi essenziali della Costituzione; la conoscenza degli elementi essenziali di storia e geografia dell'Italia; la capacità di dialogare e scrivere in Italiano o nella lingua del territorio di residenza; il desiderio di fare dell'Italia la sua patria e ne riconosca la bandiera, lo stemma e l'inno nazionale.
Da agosto 2014 a metà luglio 2021 Malan dedica all'argomento concessioni autostradali oltre 40 interrogazioni al Ministero delle Infrastrutture e dei Trasporti, che documentano proroghe decennali senza gara a favore di alcune concessionarie autostradali e continui aumenti dei pedaggi - entrambi anche a lavori non finiti.

## Controversie

### Voti plurimi
In occasione di una votazione avvenuta al Senato il 25 ottobre 2002, Malan venne criticato per aver votato quattro volte al posto di colleghi assenti; a prova di ciò vennero anche mostrate alcune immagini, che lo riprendevano con le mani in due apparati di voto. Malan replicò a queste critiche, in interviste e lettere di smentita, dichiarando di aver semplicemente proceduto alla verifica del numero legale, attestando la presenza di colleghi che erano in aula.

### Lancio di un libro
Il 28 giugno 2006, durante una seduta parlamentare antimeridiana, Malan ha lanciato il libro del Regolamento verso il banco della presidenza - come registrato dal resoconto stenografico del Senato.

### Nepotismo
Nel 2009, in un articolo sul Venerdì di Repubblica, è stato criticato per avere fatto assumere dal Senato, come sua segretaria particolare, la moglie, la quale, secondo lo stesso articolo, ha inviato ai colleghi un messaggio di posta elettronica segnalando che il loro appartamento era in vendita utilizzando l'account ufficiale del Senato. Successivamente Il Fatto Quotidiano ha evidenziato come, oltre alla moglie, il senatore abbia fatto assumere, con regolare contratto, presso la sua segreteria anche la nipote.

### Emendamento presentato e ritirato
Ha suscitato molte critiche, riportate dai media, anche un emendamento presentato al Senato da Malan il 17 febbraio 2016 (e in seguito ritirato), durante l'esame preliminare del DDL 2081 (cosiddetta legge Cirinnà), in cui si proponeva di modificare l'art. 2, nel passaggio "presso gli uffici dello stato civile di ogni comune italiano è istituito il registro delle unioni civili tra persone dello stesso sesso", in "presso gli uffici dello stato civile di ogni comune italiano si fa sesso".

### Trattative con lobbisti
A gennaio 2018 è stato tra i sette parlamentari che hanno accettato di trattare con due giornalisti, spacciatisi per lobbisti di un fondo arabo, al fine di ricevere finanziamenti in cambio di provvedimenti legislativi. Malan, da quanto riportato dai giornalisti sul Fatto Quotidiano, ha anche promosso e organizzato per i due presunti lobbisti finanziatori un incontro col senatore di Forza Italia Alfredo Messina, che è anche tesoriere del partito, il quale ha suggerito anche come aggirare le norme sui limiti dei finanziamenti politici.

### Offerte di acquisto di mascherine chirurgica
Ad ottobre 2021 l'ex commissario straordinario per l'emergenza Covid-19 Domenico Arcuri, durante un interrogatorio da parte della procura di Roma, ha affermato che Malan gli avrebbe fatto pervenire offerte di acquisto di mascherine lavabili, giudicate inidonee dal Comitato Tecnico Scientifico:

### Omosessualità e abominio
Il 22 novembre 2022, ospite a Un giorno da pecora su Rai Radio 1, dietro domanda del conduttore in merito alle motivazioni che l'hanno spinto a lasciare Forza Italia, Malan, fa riferimento alla posizione favorevole del governo Draghi, in merito al ddl Zan. A domanda specifica del conduttore, Malan risponde di essere contrario a suddetto ddl. Il conduttore chiede pertanto delucidazioni sulla sua opinione perché Malan appartiene alla Chiesa Evangelica Valdese e la suddetta, secondo il conduttore, è a favore dei matrimoni omosessuali. Malan risponde che nella Chiesa Evangelica Valdese non c'è voto di obbedienza e che è fondata sulla Bibbia. Sempre su domanda specifica del conduttore, nello specifico a cosa ci sia scritto nella Bibbia sull'omosessualità, Malan risponde affermando che nella Bibbia c'è scritto che l'omosessualità è un abominio, sia nell'Antico che nel Nuovo Testamento. La frase provoca dure proteste da parte degli esponenti dell'opposizione parlamentare (Partito Democratico, Azione - Italia Viva e Movimento 5 Stelle), in seguito alle quali Malan afferma di non avere espresso la sua opinione personale sulle persone omosessuali, ma solo di aver citato il Libro del Levitico. Le parole di Malan sono criticate anche dal Sottosegretario all'Economia Federico Freni, esponente della Lega per Salvini Premier.

### Negazionismo del riscaldamento globale
Il 26 febbraio 2023 ha condiviso sui social un'immagine nella quale veniva confrontato il ghiaccio dell'Artico del 2003 con quello del 2023, sostenendo il contrario di quello che l'immagine mostrava, cioè una sensibile riduzione delle porzioni ghiacciate.

## Vita privata
Malan è membro della Chiesa Evangelica Valdese, con la quale ha avuto però anche duri scontri sul tema delle unioni civili tra persone dello stesso sesso e sul referendum sulla privatizzazione dell'acqua pubblica.
Sposato una prima volta, dal matrimonio ha avuto due figli: Alexandra e David. Nel 2005 si è risposato con Maria Termini, da cui ha avuto una figlia nel 2013.

## Opere
- Una via d'uscita: un romanzo di fantapolitica, Agorà, 1987.